# Arp-Madore 2
Arp-Madore 2 (AM 2) – gromada otwarta znajdująca się w odległości 30 tys. lat świetlnych od Ziemi w konstelacji Rufy. Została skatalogowana przez amerykańskich astronomów Haltona Arpa i Barry’ego Madorego w 1979 roku w trakcie poszukiwań osobliwych galaktyk prowadzonych  przy pomocy UK Schmidt Telescope w Australii. AM 2 jest jedną z czterech gromad odkrytych przez Arpa i Madorego.
Gromada ta mogła zostać utworzona w wyniku oddziaływań Drogi Mlecznej z Karłem Wielkiego Psa. Jej wiek ocenia się na 5 miliardów lat.